# Historia de la controversia sobre el filioque
La historia de la controversia sobre el filioque es el desarrollo histórico de las controversias teológicas dentro del cristianismo respecto a tres cuestiones distintivas: la ortodoxia de la doctrina de la procesión del Espíritu Santo representada por la cláusula Filioque, la naturaleza de los anatemas impuestos mutuamente por los bandos en conflicto durante la controversia del Filioque, y la liceidad (legitimidad) de la inserción de la frase Filioque en el Credo de Nicea. Aunque los debates sobre la ortodoxia de la doctrina de la procesión y la naturaleza de los anatemas relacionados precedieron a la cuestión de la admisibilidad de la frase tal y como se insertó en el Credo, todas esas cuestiones se vincularon cuando la inserción recibió la aprobación del Papa en el siglo XI.

## Símbolo niceno-constantinopolitano

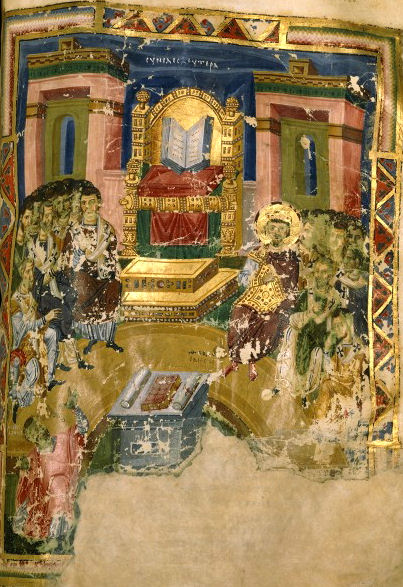
Primer Concilio de Constantinopla, miniatura en Homilías de Gregorio Nacianceno (879–882), Biblioteca Nacional de Francia

El primer concilio ecuménico, el de Nicea (actual provincia de İznik, Turquía) [325] terminó su Credo con las palabras y [sc. creo] en el Espíritu Santo. El segundo, el de Constantinopla del año 381 hablaba del Espíritu Santo como procedente del Padre (ἐκ τοῦ Πατρὸς ἐκπορευόμενον). Esta última frase se basa en 15:26 (ὃ παρὰ τοῦ πατρὸς ἐκπορεύεται).
El tercer concilio ecuménico, celebrado en Éfeso en el año 431, que citó el credo en su forma del año 325, no en la del 381, decretó en su séptimo canon:

Es ilícito para cualquier hombre proponer, o escribir, o componer una Fe diferente (ἑτέραν) como rival de la establecida por los santos Padres reunidos con el Espíritu Santo en Nicæa. Pero los que se atrevan a componer una fe diferente, o a introducirla u ofrecerla a las personas que deseen volverse al reconocimiento de la verdad, ya sea del paganismo o del judaísmo, o de cualquier herejía que sea, serán depuestos, si son obispos o clérigos; los obispos del episcopado y los clérigos del clero; y si son laicos, serán anatematizados.

Aunque el Concilio de Éfeso prohibió, por tanto, establecer un credo diferente como rival del de él primer concilio ecuménico, fue el credo del segundo concilio ecuménico el que se adoptó litúrgicamente en Oriente y más tarde se adoptó una variante latina en Occidente. La forma de este credo que adoptó Occidente tenía dos añadidos: "Dios de Dios" (Deum de Deo) y "y el Hijo" (Filioque).

## Posible uso más antiguo en el Credo
Descubrimientos recientes han demostrado que la introducción más temprana conocida de y el Hijo en el Credo de Nicea puede haber sido obra de un concilio local en el este, el Concilio de Seleucia-Ctesifonte en Persia en alrededor de 410. Esto fue unos veinte años antes de que el Cisma nestoriano dividiera a la Iglesia en Persia de la Iglesia en el Imperio romano; la Iglesia en Persia después del cisma pasó a ser conocida como la Iglesia del Oriente.

## Nuevo Testamento
En 15:26 Jesús dice del Espíritu Santo "Pero cuando venga el Consolador, que yo os enviaré del Padre, el Espíritu de la verdad, que procede del Padre, él dará testimonio de mí". In 16:13–15 Jesús también dice del Espíritu Santo "él tomará lo mío y os lo declarará", y se argumenta que en las relaciones entre las Personas de la Trinidad una Persona no puede "tomar" o "recibir" (λήψεται) nada de ninguna de las otras si no es a modo de procesión.  Textos como 20:22 ("Sopló sobre ellos y dijo: Recibid el Espíritu Santo"), fueron considerados por los Padres de la Iglesia, especialmente Atanasio, Cirilo de Alejandría y Epifanio de Chipre, como fundamentos para decir que el Espíritu "procede sustancialmente de ambos", el Padre y el Hijo. Otros textos que se han utilizado son 4:6, 8:9, 1: 19, donde el Espíritu Santo es llamado "el Espíritu del Hijo", "el Espíritu de Cristo", "el Espíritu de Jesucristo", y textos en el Evangelio de Juan sobre el envío del Espíritu Santo por parte de Jesús (14:16, 15:26,Juan 16:7).
Anthony E. Siecienski afirma que es importante reconocer que el Nuevo Testamento no aborda explícitamente la procesión del Espíritu Santo como la teología posterior entendería la doctrina. Sin embargo, afirma que hay, no obstante, "ciertos principios establecidos en el Nuevo Testamento que dieron forma a la posterior teología trinitaria latina, y textos particulares que tanto los latinos como los griegos explotaron para apoyar sus respectivas posiciones frente al filioque". Los ortodoxos creen que la ausencia de una mención explícita de la doble procesión del Espíritu Santo es una fuerte indicación de que el filioque es una doctrina teológicamente errónea.

## Padres de la Iglesia
Antes de que el credo del 381 se diera a conocer en Occidente e incluso antes de que fuera adoptado por el Primer Concilio de Constantinopla, los escritores cristianos de Occidente, de los cuales Tertuliano (c. 160 - c. 220), Jerónimo (347-420), Ambrosio (c. 338 - 397) y Agustín (354-430) son representantes, hablaron del Espíritu como procedente del Padre y del Hijo, mientras que la expresión "del Padre por el Hijo" también se encuentra entre ellos.
Tertuliano, escribiendo a principios del siglo III, subraya que el Padre, el Hijo y el Espíritu Santo comparten una única sustancia, cualidad y poder divinos, que él concibe como fluyendo del Padre y siendo transmitido por el Hijo al Espíritu.
Hilario de Poitiers, a mediados del siglo IV, habla del Espíritu como "saliendo del Padre" y siendo "enviado por el Hijo" (De Trinitate 12.55); como siendo "del Padre a través del Hijo" (ibíd. 12.56); y como "teniendo al Padre y al Hijo como su fuente" (ibíd. 2. 29); en otro pasaje, Hilario señala a Juan 16.15 (donde Jesús dice: "Todo lo que tiene el Padre es mío; por eso he dicho que [el Espíritu] tomará de lo mío y os lo declarará"), y se pregunta en voz alta si "recibir del Hijo es lo mismo que proceder del Padre" (ibíd. 8.20).
Ambrosio de Milán, escribiendo en el 380, afirma abiertamente que el Espíritu "procede (procedit a) del Padre y del Hijo", sin separarse nunca de ninguno de ellos (Sobre el Espíritu Santo 1.11.20).
Sin embargo, ninguno de estos autores hace del modo de origen del Espíritu el objeto de una reflexión especial; todos se preocupan, más bien, por subrayar la igualdad de estatus de las tres personas divinas como Dios, y todos reconocen que sólo el Padre es la fuente del ser eterno de Dios"."

### Procesión del Espíritu Santo
Ya en el siglo IV se distinguía, en relación con la Trinidad, entre los dos verbos de la griega ἐκπορεύεσθαι (el verbo utilizado en el texto griego original del Credo de Nicea de 381) y προϊέναι. En su Oración sobre las Luces Santas (XXXIX), San Gregorio de Nacianzo escribió: "El Espíritu Santo es verdaderamente Espíritu, saliendo (προϊέναι) del Padre ciertamente, pero no a la manera del Hijo, pues no es por Generación sino por Procesión (ἐκπορεύεσθαι)".
Que el Espíritu Santo "procede" del Padre y del Hijo en el sentido de la palabra  latina procedere y del griego προϊέναι (en contraposición al griego ἐκπορεύεσθαι) fue enseñado a principios del siglo V por San Cirilo de Alejandría en Oriente, el  Símbolo Atanasiano (probablemente de mediados del siglo V), y una epístola dogmática del Papa León I, que declaró en el año 446 que el Espíritu Santo procede tanto del Padre como del Hijo.
Aunque los Padres orientales eran conscientes de que en Occidente se enseñaba la procesión del Espíritu Santo desde el Padre y el Hijo, en general no lo consideraban herético: "toda una serie de escritores occidentales, incluyendo a papas que son venerados como santos por la Iglesia oriental, confiesan la procesión del Espíritu Santo también desde el Hijo; y es aún más sorprendente que no haya prácticamente ningún desacuerdo con esta teoría. "
La frase Filioque aparece por primera vez como una interpolación antiarriana en el Credo en el III Concilio de Toledo (589), en el que la España Visigoda renunció al arrianismo, aceptando el cristianismo católico. La adición fue confirmada por posteriores concilios locales en Toledo y pronto se extendió por todo Occidente, no sólo en España, sino también en el reino de los francos, que habían adoptado la fe católica en 496, y en Inglaterra, donde el Concilio de Hatfield lo impuso en el año 680 como respuesta al monotelismo. Sin embargo, no fue adoptado en Roma.
Varios Padres de la Iglesia de los siglos IV y V hablan explícitamente del Espíritu Santo como procedente "del Padre y del Hijo". Entre ellos se encuentra Hilario de Poitiers (c. 300 - c. 368),
En el siglo VII, san Máximo el Confesor (c. 580 - 662) declaró que era incorrecto hacer acusaciones contra los romanos por decir que el Espíritu Santo procede también del Hijo, ya que los romanos podían citar el apoyo unánime de los Padres latinos y una declaración de San Cirilo de Alejandría. San Máximo el Confesor escribió que los romanos han presentado la evidencia unánime de los Padres latinos, y también de Cirilo de Alejandría, a partir del estudio que hizo del evangelio de San Juan. Sobre la base de estos textos, han demostrado que no han hecho del Hijo la causa del Espíritu - saben de hecho que el Padre es la única causa del Hijo y del Espíritu, el uno por engendramiento y el otro por procesión Aparte de los ya mencionados, entre estos Padres latinos se encontraban los santos Fausto de Riez (fallecido entre el 490 y el 495), Genadio de Marsella (fallecido c. 496), Avito de Vienne (c. 470 - 523), Fulgencio de Ruspe (462 o 467 - 527 o 533), e Isidoro de Sevilla (fallecido en 636).

### "Del Padre por el Hijo"
Los Padres de la Iglesia también utilizan la frase "del Padre a través del Hijo". La Iglesia católica romana acepta ambas frases, y considera que no afectan a la realidad de la misma fe y que, en cambio, expresan la misma verdad de formas ligeramente diferentes. La influencia de Agustín de Hipona hizo que la frase "procede del Padre a través del Hijo" fuera popular en todo Occidente pero, aunque se utilizó también en Oriente, "a través del Hijo" fue posteriormente, según Philip Schaff, abandonada o rechazada por algunos por ser casi equivalente a "del Hijo" o "y el Hijo". Otros hablaban de que el Espíritu Santo procedía "del Padre", como en el texto del Credo Nicaeno-Constantinopolitano, que "no afirmaba que el Espíritu procediera del Padre solo".

### Hilario de Poitiers
Hilario de Poitiers es una de "las principales fuentes patrísticas de la enseñanza latina sobre el filioque".  Sin embargo, Siecienski señala que también hay razones para cuestionar el apoyo de Hilario al filioque tal como lo entendería la teología posterior, especialmente dada la naturaleza ambigua del lenguaje (de Hilario) en lo que se refiere a la procesión".

### Ambrosio de Milán
Ambrosio de Milán, aunque firmemente enraizado en la tradición oriental, fue sin embargo uno de los primeros testigos de la afirmación explícita de la procesión del Espíritu desde el Padre y el Hijo.

### Jerónimo
Siecienski caracteriza las opiniones de san Jerónimo sobre la procesión del Espíritu Santo como "desafiando la categorización".  Su nombre se incluye a menudo en la florilegía latina como partidario del filioque y Focio incluso se sintió llamado a defender la reputación de Jerónimo contra los que lo invocaban en apoyo de la doctrina. Sin embargo, debido a que los escritos de Jerónimo contienen escasas referencias a la doctrina e incluso éstas son afirmaciones nada ambiguas de una doble procesión, teólogos ortodoxos como John Meyendorff han argumentado que "difícilmente podría ser considerado un defensor del filioque".

### Augustin de Hipona
Los escritos de san Agustín sobre la Trinidad se convirtieron en el fundamento de la teología trinitaria latina y sirven de base para la doctrina del filioque.

### Papa León I
Siecienski caracteriza los escritos del Papa León I sobre el tema de la procesión del Espíritu Santo como una espada que corta en ambos sentidos en el sentido de que «sus escritos serían utilizados más tarde tanto por los latinos como por los griegos para apoyar sus respectivas posiciones».

### Papa Gregorio Magno
El papa Gregorio Magno suele ser considerado como partidario de la procesión del Espíritu desde el Padre y el Hijo, a pesar de que Focio y los teólogos bizantinos posteriores lo consideraban como un opositor de la doctrina. Siecienski atribuye esta aparente contradicción a dos factores: El "lenguaje suelto y desprejuiciado" del papa Gregorio respecto a la procesión y las diferencias entre el texto original en latín de los Diálogos de Gregorio y la Papa Zacarías traducción griega de los mismos. El texto de san Gregorio, en latín, afirmaba claramente el Filioque, pero la traducción de Zacarías al griego utilizaba la frase «permanecer en el Hijo» en lugar de «proceder del Hijo», lo que llevó a los clérigos bizantinos posteriores a afirmar que san Gregorio no apoyaba la doble procesión.  En la Homilía 26 de sus Homilías sobre los Evangelios, san Gregorio enseña el Filioque equiparando el Espíritu Santo enviado por el Hijo desde el Padre con el Espíritu Santo procedente del Padre y del Hijo.  En la Moralia in Job enseña la doctrina en varios pasajes.

## Primera oposición oriental

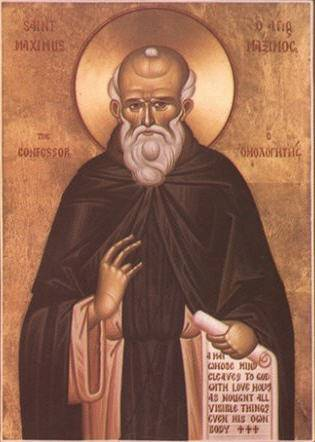
San Máximo el Confesor

En el año 638, el emperador bizantino, con el apoyo o la instigación del Patriarca Sergio I de Constantinopla, publicó la Ecthesis, que definía como forma oficial imperial del Monotelismo cristiano, la doctrina de que, si bien Cristo poseía dos naturalezas, tenía una sola voluntad. Esto fue ampliamente aceptado en Oriente, pero antes de que la Ecthesis llegara a Roma, el Papa Honorio I, que había parecido apoyar el Monotelismo, murió, y su sucesor el papa Severino condenó la Ecthesis rotundamente, por lo que se le prohibió su sede hasta el año 640. Su sucesor el  Juan IV también rechazó la doctrina por completo, lo que provocó un importante cisma entre las mitades oriental y occidental de la iglesia de Calcedonia.
Mientras tanto, en África, un monje oriental llamado Máximo el Confesor llevó a cabo una furiosa campaña contra el monotelismo, y en el año 646 convenció a los concilios africanos para que redactaran un manifiesto contra la doctrina. Éste fue remitido al nuevo papa Teodoro I, quien a su vez escribió al patriarca Pablo II de Constantinopla, exponiendo la naturaleza herética de la doctrina. Pablo, un devoto monotelita, respondió en una carta en la que ordenaba al Papa que se adhiriera a la doctrina de la voluntad única. Teodoro, a su vez,  excomulgó al Patriarca en 649, declarándolo hereje, después de que Pablo, en 647 o 648, hubiera emitido en nombre del emperador Constancio II un edicto conocido como el Typos, que prohibía cualquier mención a una o dos actividades o voluntades en Cristo. El Typos, en lugar de apaciguar la situación, la empeoró al dar a entender que cualquiera de las dos doctrinas era tan buena como la otra. Teodoro planeó el Concilio de Letrán (649) pero murió antes de poder convocarlo, cosa que hizo su sucesor, el papa  Martín I. El Concilio condenó la Ecthesis y los Typos, y el papa Martín escribió a Constans, informando al emperador de sus conclusiones y exigiéndole que condenara tanto la doctrina monotelita como sus propios Typos. Constans respondió haciendo que el Papa Martín fuera secuestrado a Constantinopla, donde fue juzgado y condenado al destierro y murió como resultado de la tortura a la que había sido sometido. Máximo también fue juzgado y desterrado después de que le cortaran la lengua y la mano.
Máximo el Confesor (c. 580 - 13 de agosto de 662) escribió una carta en defensa de la expresión utilizada por el papa Marino I.
Las palabras con las que Máximo el Confesor declaró que era un error condenar el uso romano de Filioque son las siguientes:

 Ellos [los romanos] han presentado la evidencia unánime de los Padres latinos, y también de Cirilo de Alejandría, a partir del estudio que hizo del evangelio de San Juan. Sobre la base de estos textos, han demostrado que no han hecho del Hijo la causa del Espíritu -saben de hecho que el Padre es la única causa del Hijo y del Espíritu, el uno por engendramiento y el otro por procesión-, sino que han manifestado la procesión a través de él y han mostrado así la unidad e identidad de la esencia. Por lo tanto, ellos [los romanos] han sido acusados precisamente de aquellas cosas de las que sería erróneo acusarles, mientras que los primeros [los bizantinos] han sido acusados de aquellas cosas de las que ha sido bastante correcto acusarles [el monotelismo].

## Evolución posterior
El uso generalizado del Filioque en Occidente provocó una controversia con los enviados del emperador bizantino Constantino V en un sínodo celebrado en Gentilly en el año 767. El uso del Filioque fue defendido por san  Paulino II, Patriarca de Aquilea, en el Sínodo de Friuli, Italia en 796, y fue refrendado en 809 en el Consejo de Aquisgrán local.
Al extenderse en Occidente la práctica de cantar el Credo latino en la Misa, el Filioque pasó a formar parte de la liturgia de rito latino. Esta práctica fue adoptada en la corte del emperador Carlomagno en el año 798 y se extendió por su imperio, pero que, aunque se utilizaba en algunas partes de Italia en el siglo VIII, no fue aceptada en Roma hasta el año 1014.
Según John Meyendorff, y John Romanides los esfuerzos de Occidente por conseguir que el Papa León III aprobara la adición del Filioque al Credo se debían al deseo de Carlomagno, que en el año 800 había sido coronado en Roma como emperador, de encontrar motivos para acusar de herejía a Oriente. La negativa del Papa a aprobar la interpolación evitó que se suscitara un conflicto entre Oriente y Occidente sobre este asunto. El emperador Carlomagno acusó al Patriarca de Constantinopla —San  Tarasio de Constantinopla— de infidelidad a la fe del Primer Concilio de Nicea, porque no había profesado la procesión del Espíritu Santo desde el Padre "y el Hijo", sino sólo "a través del Hijo", una acusación fuertemente rechazada por Roma, pero repetida en la obra encargada por Carlomagno los Libri Carolini, libros también rechazados por el Papa.

### Papa León III
En 808 u 809 surgió en Jerusalén una controversia entre los monjes griegos de un monasterio y los benedictinos francos de otro: los griegos reprochaban a estos últimos, entre otras cosas, cantar el credo con el Filioque incluido. En respuesta, la teología del Filioque se expresó en el 809 Concilio local de Aquisgrán.
El Papa León III apoyó sin ambigüedades la posición teológica vigente en Occidente en su tiempo: el filioque, es decir, que el Espíritu Santo procede tanto del Padre como del Hijo; afirmó sobre esta posición: Está prohibido no creer en tan gran misterio de la fe. Sin embargo, se negó a cambiar el credo que dijo que era producto de la "iluminación divina" de los padres conciliares, y consideró que no todo lo necesario para la salvación estaba en el credo. León III "colocó dos escudos de plata en Roma con el credo no interpolado tanto en griego como en latín". El Liber Pontificalis afirma que León III puso esos escudos "en su amor y como salvaguarda de la fe ortodoxa "..

## Controversia fociana
Más tarde, alrededor del año 860 d. C., la controversia sobre el Filioque y los monjes francos estalló en el curso de las disputas entre Focio y el patriarca Ignacio de Constantinopla. En el año 867, Focio era Patriarca de Constantinopla y emitió una Encíclica a los Patriarcas de Oriente, y convocó un concilio en Constantinopla en el que acusó a la Iglesia Occidental de herejía y cisma debido a las diferencias en las prácticas, en particular por el Filioque y la autoridad del Papado. Esto trasladó la cuestión de la jurisdicción y las costumbres a una cuestión de dogma. Este concilio declaró al papa Nicolás anatema, excomulgado y depuesto.
Focio excluyó no sólo "y el Hijo" sino también "a través del Hijo" con respecto a la procesión eterna del Espíritu Santo: para él "a través del Hijo" se aplicaba sólo a la misión temporal del Espíritu Santo (el envío en el tiempo). Sostuvo que la procesión eterna del Espíritu Santo es "del Padre solo". Esta frase era verbalmente una novedad. Sin embargo, los teólogos ortodoxos suelen sostener que, en el fondo, la frase era sólo una reafirmación de la enseñanza tradicional. Sergei Bulgakov, por otra parte, declaró que la doctrina de Focio en sí misma "representa una especie de novedad para la Iglesia oriental".
La importancia de Focio perduró en las relaciones entre Oriente y Occidente. Es reconocido como santo por la Iglesia Ortodoxa de Oriente y su línea de crítica se ha repetido a menudo posteriormente, dificultando la reconciliación entre Oriente y Occidente.
En Constantinopla se celebraron al menos tres concilios (867, 869-870, 879-880) sobre la deposición de Ignacio por el emperador Miguel III y su sustitución por Focio. El Concilio de Constantinopla (867) fue convocado por Focio, para así tratar la cuestión de la Supremacía Papal sobre todas las iglesias y sus patriarcas y el uso del filioque.
Al concilio de 867 le siguió el Concilio de Constantinopla 869, que revirtió el concilio anterior y fue promulgado por Roma. El Concilio de Constantinopla en 879 restauró a Focio en su sede. Asistieron a él los legados occidentales Cardenal Pedro de San Crisógono, Pablo Obispo de Ancona y Eugenio Obispo de Ostia, que aprobaron sus cánones, pero no está claro si alguna vez fue promulgado por la Roma.

## Adopción en el Rito Romano
Sólo en 1014, a petición del rey alemán Enrique II, que había llegado a Roma para ser coronado Emperador y se sorprendió de la diferente costumbre allí vigente, que el Papa Benedicto VIII, que debía a Enrique su restauración en el trono papal tras la usurpación del  antipapa Gregorio VI, hiciera cantar por primera vez en Roma el Credo, con la adición del Filioque.
Desde entonces, la frase Filioque se ha incluido en el Credo en todo el  Rito Latino, excepto cuando se utiliza la griego en la liturgia, aunque se acordó que no fuera utilizado por aquellas Iglesias orientales que se unieron a Roma por el Tratado de Brest.

## Cisma Oriente-Occidente

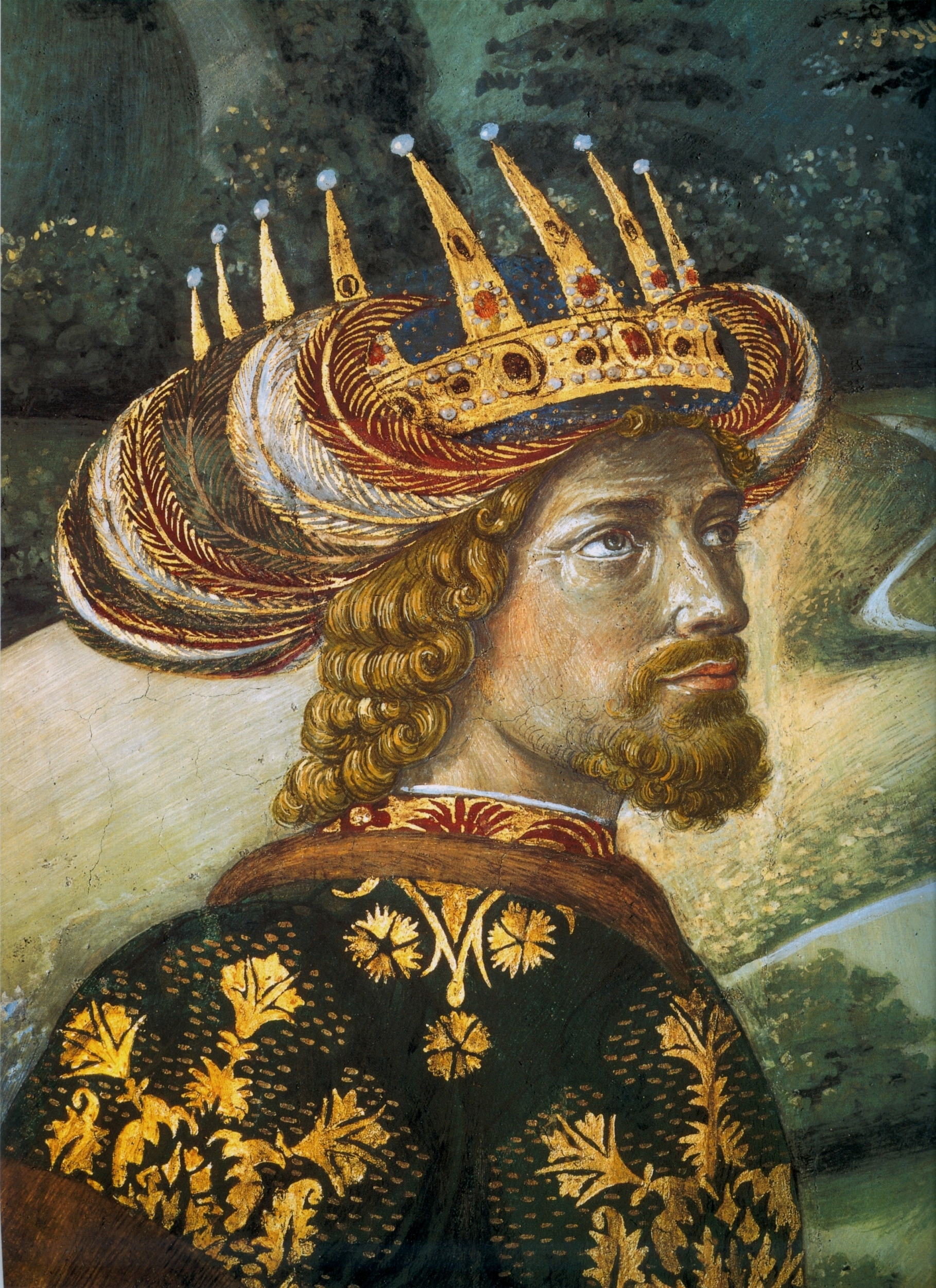
Juan VIII Paleólogo
por Benozzo Gozzoli

La oposición oriental al Filioque se fortaleció con el Cisma de Oriente de 1054. Para subsanar la ruptura, se celebraron dos concilios donde se discutió la cuestión.
El Segundo Concilio de Lyon (1274) aceptó la profesión de fe del emperador Miguel VIII Paleólogo en el Espíritu Santo, "procedente del Padre y del Hijo".
El concilio de Lyon también condenó "a todos los que pretenden negar que el Espíritu Santo procede eternamente del Padre y del Hijo, o afirmar precipitadamente que el Espíritu Santo procede del Padre y del Hijo como de dos principios y no como de uno solo"."
Otro intento de reunión se produjo en el Concilio de Florencia del siglo XV, al que acudieron el emperador Juan VIII Paleólogo, el Patriarca Ecuménico José II de Constantinopla y otros obispos de Oriente con la esperanza de obtener ayuda militar occidental contra el inminente Imperio Otomano. En trece sesiones públicas celebradas en Ferrara del 8 de octubre al 13 de diciembre de 1438 se debatió sin acuerdo la cuestión del Filioque. Los griegos sostenían que cualquier adición, aunque fuera doctrinalmente correcta, al Credo había sido prohibida por el Concilio de Éfeso, mientras que los latinos afirmaban que esta prohibición se refería al significado, no a las palabras.
Durante el concilio de Florencia en 1439, el acuerdo siguió siendo esquivo, hasta que prevaleció el argumento entre los propios griegos de que, aunque los santos griegos y latinos expresaban su fe de forma diferente, estaban de acuerdo en lo sustancial, ya que los santos no pueden equivocarse en la fe; y el 8 de junio los griegos aceptaron la declaración latina de la doctrina. El 10 de junio murió el Patriarca José II. Se incluyó una declaración sobre la cuestión del Filioque en el decreto de unión Bula de unión con los griegos Laetentur Caeli, que se firmó el 5 de julio de 1439 y se promulgó al día siguiente, siendo Marcos de Éfeso el único obispo que rechazó su firma.

### Concilio de Jerusalén en 1583
El Sínodo de Jerusalén de 1583 condenó a los que no creen que el Espíritu Santo procede sólo del Padre en esencia, y del Padre y del Hijo en tiempo. Además, este sínodo reafirmó la adhesión a las decisiones del Concilio de Nicea I en el año 325.

### Concilio de Jerusalén en 1672
En 1672, se celebró un concilio ortodoxo en Jerusalén, presidido por el patriarca Dositheos Notaras. El concilio reafirmó la procesión del Espíritu Santo desde el Padre únicamente.

## Discusión reciente
El teólogo ortodoxo Vasily Bolotov publicó en 1898 su "Thesen über das Filioque", en el que sostenía que el Filioque, al igual que el "del Padre solo de Fotios, era una opinión teológica admisible (un argumento teológico, no un dogma) que no puede ser un impedimento absoluto para el restablecimiento de la comunión. Esta tesis fue apoyada por los teólogos ortodoxos orientales Sergei Bulgakov, Paul Evdokimov e I. Voronov, pero fue rechazada por Vladimir Lossky.
Varios teólogos ortodoxos orientales han vuelto a considerar el Filioque, con vistas a la reconciliación de Oriente y Occidente.Theodore Stylianopoulos proporcionó en 1986 una amplia y erudita visión general del debate contemporáneo. Veinte años después de escribir la primera edición (1975) de su libro, La Iglesia Ortodoxa, Timothy Ware, Metropolitano Kallistos de Diokleia, dijo que había cambiado de opinión y que había llegado a la conclusión de que "el problema está más en el ámbito de la semántica y de los diferentes énfasis que en cualquier diferencia doctrinal básica": "el Espíritu Santo procede sólo del Padre" y "el Espíritu Santo procede del Padre y del Hijo" pueden ambos tener significados ortodoxos si las palabras traducidas "procede" tienen en realidad significados diferentes. Para algunos ortodoxos, pues, el Filioque, aunque sigue siendo un asunto conflictivo, no impediría la plena comunión de las Iglesias católica y ortodoxa si se resolvieran otras cuestiones. Pero muchos ortodoxos consideran que el Filioque contraviene flagrantemente las palabras de Cristo en el Evangelio,. ha sido condenado específicamente por la Iglesia Ortodoxa, y sigue siendo una enseñanza herética fundamental que divide a Oriente y Occidente.
Los cristianos ortodoxos también objetan que, incluso si se puede defender la enseñanza del Filioque, su interpolación en el Credo es anticanónica. La Iglesia católica, que al igual que la Iglesia ortodoxa considera infalible la enseñanza de los Concilios Ecuménicos, "reconoce el valor conciliar, ecuménico, normativo e irrevocable, como expresión de la única fe común de la Iglesia y de todos los cristianos, del Símbolo profesado en griego en Constantinopla en el año 381 por el Segundo Concilio Ecuménico. Ninguna profesión de fe propia de una tradición litúrgica particular puede contradecir esta expresión de la fe enseñada y profesada por la Iglesia indivisa", pero considera permisibles las adiciones que dilucidan la enseñanza sin contradecirla en modo alguno, y que no pretenden tener, en base a su inserción, la misma autoridad que le corresponde al original. Permite el uso litúrgico del Credo de los Apóstoles así como del Credo Niceno, y no ve ninguna diferencia esencial entre la recitación en la liturgia de un credo con adiciones ortodoxas y una profesión de fe fuera de la liturgia como la del Patriarcado de Constantinopla, San Tarasio, que desarrolló el Credo Niceno de la siguiente manera: el Espíritu Santo, Señor y dador de vida, que procede del Padre por el Hijo'.
Algunos teólogos incluso han contemplado como posible la aceptación del Filioque por parte de la Iglesia ortodoxa (Vladimir Lossky) o del sólo del Padre por parte de la Iglesia Católica Romana (André de Halleux).
La opinión católica romana de que las expresiones griega y latina de la fe a este respecto no son contradictorias sino complementarias se ha expresado de la siguiente manera:
De entrada, la tradición oriental expresa el carácter del Padre como primer origen del Espíritu. Al confesar al Espíritu como el "que procede del Padre", afirma que procede del Padre por medio del Hijo. La tradición occidental expresa en primer lugar la comunión consustancial entre el Padre y el Hijo, diciendo que el Espíritu procede del Padre y del Hijo (Filioque). ... Esta legítima complementariedad, siempre que no se vuelva rígida, no afecta a la identidad de la fe en la realidad del mismo misterio confesado.
Por esta razón, la Iglesia católica romana ha rechazado que se añada καὶ τοῦ Υἱοῦ a la fórmula ἐκ τοῦ Πατρὸς ἐκπορευόμενον del Credo Niceno en las Iglesias, incluso de rito latino, que lo utilizan en griego con el verbo griego "έκπορεύεσθαι".
Al mismo tiempo, las Iglesias católicas orientales, aunque no utilizan el Filioque en el Credo, están en plena comunión con la Roma, que acepta el Filioque tanto en la liturgia como en el dogma.

### Importancia de San Máximo en las relaciones ecuménicas
El estudio publicado por el Consejo Pontificio para la Promoción de la Unidad de los Cristianos titulado Las tradiciones griega y latina sobre la procesión del Espíritu Santo dice que, según Máximo el Confesor, la frase y del Hijo no contradice la procesión del Espíritu Santo desde el Padre como primer origen (ἐκπόρευσις), ya que sólo se refiere a la venida del Espíritu Santo (en el sentido de la palabra latina processio y de Cirilo de Alejandría προϊέναι) desde el Hijo de forma que se excluye cualquier idea de subordinacionismo. El estudio dice: "El Filioque no se refiere a la ἐκπόρευσις del Espíritu emitida desde el Padre como fuente de la Trinidad, sino que manifiesta su προϊέναι (processio) en la comunión consustancial del Padre y del Hijo, al tiempo que excluye cualquier posible interpretación subordinacionista de la monarquía del Padre".
El teólogo ortodoxo oriental y metropolitano de Pérgamo, Juan Zizioulas, dice: "Para San Máximo el Filioque no era herético porque su intención era denotar no el ἐκπορεύεσθαι (ekporeuesthai) sino el προϊέναι (proienai) del Espíritu. "
Zizioulas añadió:

Como insistió San Máximo el Confesor, sin embargo, en defensa del uso romano del Filioque, lo decisivo en esta defensa radica precisamente en el punto de que al usar el Filioque los romanos no implican una "causa" distinta del Padre. La noción de "causa" parece ser de especial significado e importancia en el argumento patrístico griego sobre el Filioque. Si la teología católica romana estuviera dispuesta a admitir que el Hijo no constituye en modo alguno una "causa" (aición) en la procesión del Espíritu, esto acercaría mucho las dos tradiciones con respecto al Filioque.

A este respecto, el estudio del Consejo Pontificio para la Promoción de la Unidad de los Cristianos sostiene la monarquía del Padre como "única Causa Trinitaria [aitia] o principio [principium] del Hijo y del Espíritu Santo" Mientras que el Concilio de Florencia propuso la equivalencia de los dos términos "causa" y "principio" y, por tanto, dio a entender que el Hijo es causa (aitia) de la subsistencia del Espíritu Santo, la carta del Consejo Pontificio distingue
entre lo que los griegos entienden por "procesión" en el sentido de tomar origen, aplicable sólo al Espíritu Santo en relación con el Padre (ek tou Patros ekporeuomenon), y lo que los latinos entienden por "procesión" como el término más común aplicable tanto al Hijo como al Espíritu (ex Patre Filioque procedit; ek tou Patros kai tou Huiou proion). Esto preserva la monarquía del Padre como el único origen del Espíritu Santo mientras que simultáneamente permite una relación intratrinitaria entre el Hijo y el Espíritu Santo que el documento define como 'significando la comunicación de la divinidad consustancial del Padre al Hijo y del Padre a través y con el Hijo al Espíritu Santo'".
El teólogo católico romano Avery Dulles, escribiendo sobre los padres orientales que, aunque conocían la vigencia del Filioque en Occidente, no lo consideraban generalmente herético, dijo: "Algunos, como Máximo el Confesor, un monje bizantino del siglo VII, lo defendieron como una variación legítima de la fórmula oriental de que el Espíritu procede del Padre a través del Hijo"."
Michael Pomazansky y John Romanides sostiene que la posición de Máximo no defiende la forma real en que la Iglesia Católica Romana justifica y enseña el Filioque como dogma para toda la iglesia. 
Mientras que aceptaba como expresión legítima y complementaria de la misma fe y realidad la enseñanza de que el Espíritu Santo procede del Padre a través del Hijo. Máximo mantuvo estrictamente la enseñanza de la Iglesia oriental de que "el Padre es la única causa del Hijo y del Espíritu" y escribió un tratado especial sobre este dogma.Cuando la Iglesia Oriental notó por primera vez una distorsión del dogma del Espíritu Santo en Occidente y comenzó a reprochar a los teólogos occidentales por sus innovaciones, San Máximo el Confesor (en el siglo VII), queriendo defender a los occidentales, las justificó precisamente diciendo que con las palabras "del Hijo" pretendían indicar que el Espíritu Santo se da a las criaturas a través del Hijo, que se manifiesta, que es enviado - pero no que el Espíritu Santo tiene su existencia de Él. El mismo San Máximo el Confesor mantuvo estrictamente la enseñanza de la Iglesia Oriental sobre la procesión del Espíritu Santo desde el Padre y escribió un tratado especial sobre este dogma. Más tarde, de nuevo en el Concilio de Florencia en 1438, Occidente sostuvo que los dos puntos de vista eran contradictorios.

### Verbos griegos traducidos como "procede"
En 1995, el Consejo Pontificio para la Promoción de la Unidad de los Cristianos publicó un estudio titulado Las tradiciones griega y latina sobre la procesión del Espíritu Santo, en el que se señalaba una importante diferencia de significado entre el verbo griego ἐκπορεύεσθαι y el verbo latino procedere, ambos traducidos comúnmente como proceder. El concilio pontificio afirmó que el verbo griego ἐκπορεύεσθαι indica que el Espíritu "toma su origen del Padre... de manera principal, propia e inmediata", mientras que el verbo latino, que corresponde más bien al verbo προϊέναι en griego, puede aplicarse a proceder incluso de un canal mediato.
Anteriormente, en el siglo XV, el teólogo greco-católico Bessarion escribió: "Que el Hijo no es la causa del Espíritu también podemos decirlo, pues entendemos el significado de causa en el sentido más estricto, tal como se usa en el lenguaje griego, por el que causa siempre se entiende como la causa primera primordial"."
El metropolitano Juan Zizioulas, aunque mantiene la posición ortodoxa explícita del Padre como único origen y fuente del Espíritu Santo, ha declarado que el reciente documento del Consejo Pontificio para la Promoción de la Unidad de los Cristianos muestra signos positivos de reconciliación. Zizioulas afirma que "estrechamente relacionado con la cuestión de la causa única está el problema del significado exacto de la participación del Hijo en la procesión del Espíritu. San Gregorio de Nisa admite explícitamente un papel 'mediador' del Hijo en la procesión del Espíritu desde el Padre. Debe expresarse este papel con la ayuda de la preposición δία (a través) del Hijo (εκ Πατρός δι'Υιού), como parecen sugerir San Máximo y otras fuentes patrísticas?" Zizioulas continúa con "La declaración del Vaticano señala que ésta es "la base que debe servir para la continuación del actual diálogo teológico entre católicos y ortodoxos". Yo estaría de acuerdo con esto, añadiendo que la discusión debería tener lugar a la luz del principio de "causa única" al que acabo de referirme." Zizioulas continúa diciendo que esto "constituye un intento alentador de aclarar los aspectos básicos del problema del 'Filioque' y mostrar que un acercamiento entre Occidente y Oriente sobre este asunto es eventualmente posible".
También John Romanides, aunque se opone personalmente al "Filioque", ha afirmado que en sí misma, fuera del Credo, la frase no se considera condenada por el Concilio de Constantinopla de 879-880, "ya que no enseñaba que el Hijo es 'causa' o 'co-causa' de la existencia del Espíritu Santo"; sin embargo, no podía añadirse al Credo, "donde 'procesión' significa 'causa' de la existencia del Espíritu Santo".

### Declaración conjunta en Estados Unidos en 2003
El Filioque fue el tema principal que se debatió en la 62.ª reunión de la Consulta Teológica Ortodoxa-Católica Norteamericana, en junio de 2002. En octubre de 2003, la Consulta emitió una declaración acordada, El Filioque: ¿Una cuestión que divide a la Iglesia?, en la que se hace un amplio repaso de las Escrituras, la historia y la teología. La declaración incluía algunas recomendaciones mutuas para los dos grupos.
A juicio de la consulta, la cuestión del Filioque ya no es una cuestión "que divide a la Iglesia", que impediría la plena reconciliación y la plena comunión.